# Regierung Neergaard III
Die Regierung Neergaard III unter Ministerpräsident Niels Neergaard war vom 9. Oktober 1922 bis zum 23. April 1924 die Regierung Dänemarks. Amtierender König war Christian X.
Die Regierung Neergaard III war die 31. dänische Regierung seit der Märzrevolution und wurde von der Venstre gestellt. Sie bestand aus den folgenden Ministern:
- Ministerpräsident und Finanzminister: Niels Th. Neergaard
- Außenminister: C.M.T. Cold
- Innenminister: O.C. Krag
- Justizminister: Svenning K.N. Rytter
- Bildungs- und Kirchenminister: J.C.L. Appel
- Verteidigungsminister: Søren Brorsen
- Minister für öffentliche Arbeiten: M.N. Slebsager
- Landwirtschaftsminister: Thomas Madsen-Mygdal
- Handelsminister:

ad interim: O.C. Krag bis zum 10. Oktober 1922, danach
Jørgen Christensen
- Minister ohne Geschäftsbereich

Klaus Berntsen bis zum 16. Oktober 1922

## Quelle
- Statsministeriet: Regeringen Neergaard III